# رائول گگن
رائول گگن (فرانسوی: Raoul Gueguen‎؛ زادهٔ ۲۰ ژوئن ۱۹۴۷) ورزشکار پنج‌گانه مدرن اهل فرانسه است.
وی در مسابقات کشوری و بین‌المللی در مجموع برندهٔ ۱ مدال برنز شده‌است.